# دلووها لهوتا (ناحیه پریبرام)
دلووها لهوتا (ناحیه پریبرام) (به چکی: Dlouhá Lhota) یک منطقهٔ مسکونی در جمهوری چک است که در ناحیه پریبرام واقع شده‌است.